# تا تو بودی
تا تو بودی (به انگلیسی: Til There Was You) فیلمی محصول سال ۱۹۹۷ و به کارگردانی اسکات وینانت است. در این فیلم بازیگرانی همچون جین تریپل‌هورن، دیلان مک‌درموت، سارا جسیکا پارکر، ایوون زیما، مادلین زیما، آماندا فولر، جنیفر آنیستون، کریگ برکو، جنل ملونی، مایکل تاکر، کارن آلن، آلیس درامند، کن اولین، پاتریک مالاهید، نینا فوخ، سوسن والترز، کیسی لمونز، استیو آنتین، ریچارد فنسی، ایان گومز، کرن مایو-چندلر، آنتونی گوئیدرا، جان هاکس، جک کروشن و ژولیو اسکار مچوسو ایفای نقش کرده‌اند.